# Milan Kučera (Nordischer Kombinierer)
Milan Kučera (* 18. Juni 1974 in Jilemnice) ist ein ehemaliger tschechoslowakischer bzw. tschechischer Nordischer Kombinierer.

## Werdegang
Milan Kučera startete von 1990 bis 2002 bei internationalen Wettbewerben für Dukla Liberec. Bei der Juniorenweltmeisterschaft 1990 in Štrbské Pleso gewann er mit der tschechoslowakischen Mannschaft die Silbermedaille im Teamwettbewerb. Ein Jahr später nahm er an den Junioren-Weltmeisterschaften 1991 in Reit im Winkl und wurde neben seinen Einsätzen in der Nordischen Kombination (Einzel und Mannschaft) auch in der tschechoslowakischen Mannschaft der Spezialspringer eingesetzt. Er gewann alle drei Wettbewerbe und war damit gemeinsam mit dem norwegischen Langläufer Thomas Alsgaard erfolgreichster Athlet der Meisterschaften. Er debütierte am 11. Januar 1992 in Breitenwang im Weltcup der Nordischen Kombination und erreichte hierbei mit einem dritten Platz direkt einen Podestplatz. In den folgenden Jahren folgten regelmäßig weitere Wettbewerbsteilnahmen; weitere Podestplatzierungen im Weltcup erreichte er mit einem dritten Platz in Schonach am 3. Januar 1998 sowie mit einem Sieg in Chaux-Neuve am 18. Januar 1998.
Sein letzter Wettbewerbsstart erfolgte im Februar 2002 im Rahmen der Olympischen Winterspiele 2002 in Salt Lake City.
Kučera lebt heute in Harrachov.

## Erfolge

### Weltcupsiege im Einzel
| Nr. | Datum           | Ort         | Disziplin               |
| --- | --------------- | ----------- | ----------------------- |
| 1.  | 18. Januar 1998 | Chaux-Neuve | Gundersen Normalschanze |

### B-Weltcupsiege im Einzel
| Nr. | Datum           | Ort     | Disziplin               |
| --- | --------------- | ------- | ----------------------- |
| 1.  | 20. Januar 1991 | Liberec | Gundersen Normalschanze |

## Statistik

### Platzierungen bei Olympischen Winterspielen
| Jahr und Ort        | Wettbewerb | Wettbewerb | Wettbewerb |
| Jahr und Ort        | Gundersen  | Sprint     | Team       |
| ------------------- | ---------- | ---------- | ---------- |
| 1992 Albertville    | DNF        | –          | 06.        |
| 1994 Lillehammer    | 31.        | –          | 05.        |
| 1998 Nagano         | 05.        | –          | 08.        |
| 2002 Salt Lake City | 41.        | 35.        | 09.        |

### Platzierungen bei Weltmeisterschaften
| Jahr und Ort     | Wettbewerb | Wettbewerb | Wettbewerb |
| Jahr und Ort     | Gundersen  | Sprint     | Team       |
| ---------------- | ---------- | ---------- | ---------- |
| 1993 Falun       | 46.        | –          | 05.        |
| 1995 Thunder Bay | 04.        | –          | 07.        |
| 1997 Trondheim   | 26.        | –          | 05.        |
| 1999 Ramsau      | 10.        | DNF        | 08.        |
| 2001 Lahti       | –          | 39.        | 07.        |

### Weltcup-Platzierungen
| Saison  | Platz | Punkte |
| ------- | ----- | ------ |
| 1991/92 | 20.   | 015    |
| 1992/93 | 23.   | 009    |
| 1993/94 | 33.   | 116    |
| 1994/95 | 28.   | 202    |
| 1995/96 | 19.   | 417    |
| 1996/97 | 36.   | 208    |
| 1997/98 | 11.   | 576    |
| 1998/99 | 25.   | 392    |
| 1999/00 | 36.   | 287    |
| 2000/01 | 58.   | 031    |